# 罗尔纲
罗尔纲（1901年1月29日—1997年5月25日），广西贵县人，中国历史学家。生前是中国社会科学院近代史研究所研究员，在太平天国史研究方面有重要贡献。1958年加入中国共产党，曾任第二、第三届全國人大代表和第二、第五届全国政协委员。
罗尔纲为胡适的学生，其著有《师门五年记》和《胡适琐记》等书，回忆了受教于胡适的情况。

## 生平
出生于广西贵县。1925年就讀上海市浦东中学。1926年就讀上海大学，後在1928年轉入上海中国公学就讀，1930年毕业。1934年11月，擔任北京大学文科研究所助理员。1937年，進入中央研究院社会研究所工作，研究清代兵制史，撰有《晚清兵志》（6卷）、《湘军新志》、《绿营兵志》等著作。1943年開始撰寫太平天国歷史的著作，并于北京师范大学历史系教授太平天国史，颇为毛泽东讚赏。
1950年12月，他開始籌建太平天国纪念馆，1956年10月該館成立（後更名為太平天国历史博物馆）。
罗尔纲尤其在《李秀成自述》钻研甚深，早在1940年代中期，国家尚处抗战时期，便已开始搜集《李秀成自述》并研究各种版本，也希望曾国藩後人能捐出其所珍藏的版本，但未果。中华人民共和国成立後，罗和吕集义等太平天国研究学者考证论述李秀成自述，罗写成《忠王李秀成自傳原稿箋證》一书，認為李秀成是偽降，反应两极。1963年戚本禹撰寫《評李秀成自述》和《怎樣對待李秀成的投降變節行為？》兩篇文章，引發學界對李秀成是否變節的討論。毛澤東肯定戚本禹文章，稱「白紙黑字，鐵證如山；忠王不終，不足為訓。」到了1980年代初期，罗还為《忠王李秀成自傳原稿箋證》跟荣孟源和其他学者在学术期刊上笔战不止。
1997年5月25日，於北京病逝。

## 著作
- 《太平天国史纲》
- 《太平天国史丛考》
- 《太平天国史稿》
- 《太平天國史》（4卷）
- 《师门五年记·胡适琐记》
- 《忠王李秀成自傳原稿箋證》

## 榮譽
- 2000年1月，以專著《太平天國史》獲得郭沫若中国历史学奖一等獎[6]。